# Tantanakuy
Tantanakuy es un encuentro cultural argentino celebrado en la Quebrada de Humahuaca, provincia de Jujuy.

## Denominación
El nombre del encuentro deriva del idioma quechua, traducido querría decir «encuentro de unos con otros».

## Historia

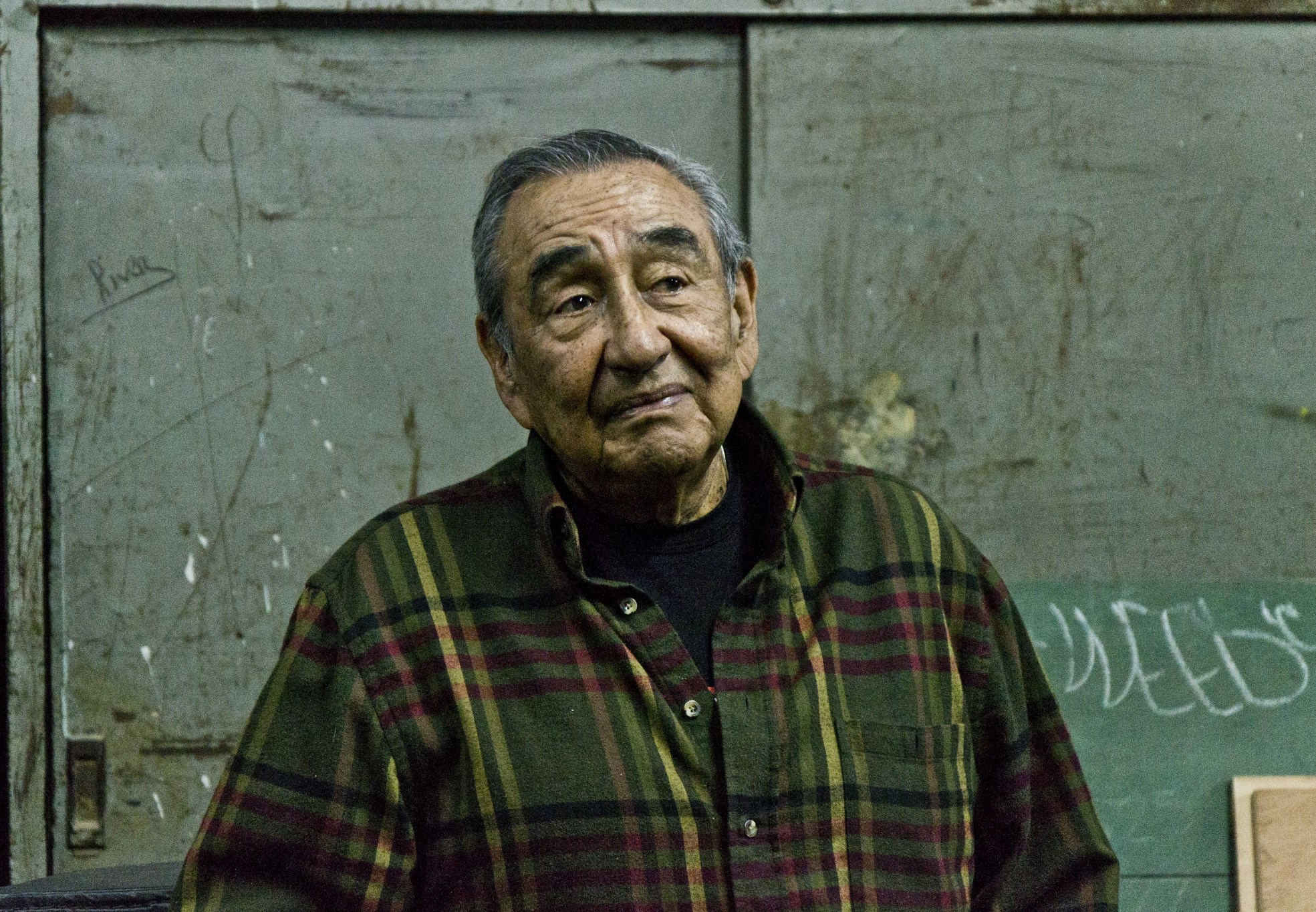
Jaime Torres, uno de los promotores del Tantanakuy, en 2014.

Tantanakuy surgió en 1975, cuando el charanguista Jaime Torres comenzó a reunir a artistas amigos como Jaime Dávalos, Medardo Pantoja o Jorge Calvetti en Humahuaca. Eran reuniones no remuneradas que permitían la expresión también de artistas no profesionales en torno a la música andina.
A partir de 1980 se creó el Tantanakuy infantil. En 1987 se constituyó una asociación civil, con Torres como primer presidente. Desde el año 2000 se mantiene en activo la Casa Tantanakuy, como centro cultural con actividades permanentes.